# Cacau (voleibolista)
Luiz Cláudio de Castro Figueiredo (Belo Horizonte, 26 de dezembro de 1961), conhecido como Cacau, é um ex-voleibolista de quadra brasileiro, que atuou na posição de Central por clubes nacionais e por todas as categorias da Seleção Brasileira. Na categoria infanto-juvenil conquistou a medalha de ouro no Campeonato Sul-Americano Infanto-Juvenil de 1978 na Argentina, foi medalhista de prata no Campeonato Sul-Americano Juvenil no Chile em 1980 e no Campeonato Mundial Juvenil  de 1981 nos Estados Unidos. Pela seleção principal, conquistou o título do 1º Mundialito em 1982 no Brasil, obteve a medalha de prata  no Campeonato Mundial de 1982 na Argentina e bicampeão no 2º Mundialito de 1984 também no Brasil. Em clubes, foi bicampeão do Campeonato Sul-Americano de Clubes nos anos de 1984 e 1985, no Peru e no Paraguai, respectivamente.

## Carreira
Iniciou a carreira em 1975 pelo Minas Tênis Clube onde permaneceu até 1982, irmão da ex-voleibolista Flávia Figueiredo.
Em 1978, foi campeão dos Jogos Escolares Brasileiros (JEB’s), disputado em Natal. ; nesse mesmo ano e cidade disputou a edição do Campeonato Brasileiro de Seleções conquistando o título na categoria infanto-juvenil . Foi convocado para os treinamentos das categorias de base da Seleção Brasileira e disputou o Campeonato Sul-Americano Infanto-Juvenil  de 1978 em Buenos Aires, na Argentina, participando de quatro jogos, ocasião em que consagrou-se medalhista de ouro. No ano de 1979 foi bicampeão na edição dos Jogos Escolares Brasileiros na cidade de Brasília. No ano seguinte na categoria juvenil foi vice-campeão do Campeonato Brasileiro de Seleções, realizado em Belo Horizonte
Ainda em 1980, foi convocado para Seleção Brasileira e desta vez disputou o Campeonato Sul-Americano Juvenil na cidade de Santiago, no Chile, disputando quatro partidas e finalizando com o vice-campeonato. Em 1981, nesta mesma categoria, voltou a ser convocado para seleção e participou de amistosos com a Seleção Argentina e Seleção Venezuelana, disputando três e dois jogos, respectivamente,  em preparação para o Campeonato Mundial Juvenil de 1981. Nesta competição, realizada em Colorado Springs, nos Estados Unidos, foi medalhista de prata, participando de cinco jogos.
Em 1981, foi campeão do Campeonato Brasileiro de Seleções realizado em Maceió.. Em 1982, conquistou o título da Copa Brasil pelo Minas Tênis Clube. Por este clube consagrou-se tetracampeão do Campeonato Mineiro  nos anos de 1976, 1977, 1978 e 1979
Foi convocado em 1982 para Seleção Brasileira para disputar no Rio de Janeiro o 1º Mundialito, ocasião em que derrotaram a Seleção Soviética na final, considerada imbatível na época. Vestindo a camisa 13, obteve o título com uma campanha invicta, disputou seis jogos.; ainda em preparação para o Campeonato Mundial disputou sete jogos do Torneio de Xangai e amistosos contra  os selecionados da Coreia do Sul, Japão, ex-URSS, totalizando onze jogos, o que contribuiu com o selecionado brasileiro.
Ainda em 1982 disputou pela seleção principal a edição do Campeonato Mundial em Buenos Aires., vestindo a camisa#13 participou de seis jogos e conquistou a medalha de prata esta medalha de prata foi muito valorizada pelos brasileiros
Transferiu-se na temporada de 1983 para o Clube Atlético Mineiro. conquistando seu quinto título do Campeonato Mineiro em 1983 Em 1983 disputou uma série de amistosos pela seleção principal, participando de quatro partidas diante da representação cubana, em dois jogos contra o selecionado argentino, setes jogos contra a representação da extinta Tchecoslováquia e quatro contra o time da ex-URSS.
Em 1984 disputa pela Seleção Brasileira o 2º Mundialito disputado em São Paulo, no Ginásio do Ibirapuera, novamente conquista o bicampeonato de forma invicta, participando de quatro jogos. No mesmo ano, disputou os amistosos contra a Seleção Japonesa, com um total de três partidas, também disputou quatro partidas amistosas contra a representação cubana e três diante do time polonês, e participou de três jogos pela seleção no Torneio da Iugoslávia de 1984.
Retornou ao Fiat/Minas. em 1984 conquistando o sexto título estadual no Campeonato Mineiro de 1984, além da inédita conquista do título do Campeonato Brasileiro de 1984 e  inédita medalha de ouro na edição do Campeonato Sul-Americano de Clubes de 1984 em Lima no Peru
Pelo Fiat/Minas conquistou mais um título do Campeonato Mineiro de 1985.,  além do bicampeonato no Campeonato Brasileiro de 1985 e  o bicampeonato no Campeonato Sul-Americano de Clubes de 1985 em Assunção , no Paraguai
Nas competições de1986 competiu pelo clube catarinense SER Sadia/Concórdia. conquistando  título do Campeonato Catarinense neste ano e a sétima colocação do Campeonato Brasileiro de 1986
Permaneceu mais uma temporada pela SER Sadia/Concórdia e sagrou-se campeão do Campeonato Catarinense de 1987, também conquistou o vice-campeonato na Copa Brasil de 1987, esta realizada em Londrina; no mesmo ano sagrou-se campeão dos Jogos Abertos de Santa  Catarina e alcançou o bronze na edição do Campeonato Brasileiro de 1987.
Seguiu para a quarta temporada consecutiva SER Sadia/Concórdia encerrou com o bronze na primeira edição da Liga Nacional 1988-89.Em sua quinta e última temporada por este clube catarinense, sagrou-se campeão da edição dos Jogos Abertos de Santa Catarina de 1989. e finalizou na quarta posição na segunda edição da Liga Nacional 1989-90.Em 1990 retornou para o  Fiat/Minas, clube que o projetara para elite nacional
No ano de 1991 dedica-se aos estudos e cursou Engenharia Civil e Engenharia Ambiental e Sanitária, pela Universidade FUMEC concluindo em 1996.No ano seguinte fez especialização Geoprocessamento, Sistemas de informação geográfica pela UFMG. Trabalhou como assessor  no IGAM - Instituto Mineiro de Gestão das Águas no período de 1997 a 1999, depois como Especialista em Recursos Hídricos na Secretaria de Recursos Hídricos e Ambiente Urbano - SRHU  do Ministério do Meio Ambiente de 1999 a 2007.Atualmente atua como Engenheiro numa importante empresa de mineração.

## Títulos e resultados
- Copa Brasil:1982[2]
- Copa Brasil:1987[2]
- Campeonato Brasileiro:1984[2][12], 1985[2][15]
- Superliga Brasileira A:1987, 1988-89
- Superliga Brasileira A:1989-90
- Campeonato Mineiro:1976,1977,1978, 1979, 1983, 1984,1985[2]
- Campeonato Catarinense:1986[16],1987[2][19]
- Jasc:1987[2] , 1989[2]
- Campeonato Brasileiro de Seleções Juvenil:1981[2]
- Campeonato Brasileiro de Seleções Juvenil:1979[2]
- Campeonato Brasileiro de Seleções Infanto-Juvenil:1978[2]
- JEB’ s:1978[2] , 1979[2]